# Chiloscyphus gemmiparus
Chiloscyphus gemmiparus är en bladmossart som beskrevs av Alexander William Evans. Chiloscyphus gemmiparus ingår i släktet blekmossor, och familjen Lophocoleaceae. Inga underarter finns listade i Catalogue of Life.